# Az Egyesült Nemzetek Szervezete Közgyűlése
Az Egyesült Nemzetek Szervezete Közgyűlése (UNGA / GA) az ENSZ öt legfontosabb bizottságának egyike, s az egyetlen, melyben minden tagállam ugyanolyan formában képviseltetheti magát, és minden tagnak egy szavazata van. Hatáskörébe tartozik a költségvetés nyomon követése, a Biztonsági Tanács nem állandó tagjainak kiválasztása, a Gazdasági és Szociális Tanács (ECOSOC),  valamint a Gyámsági Tanács tagjainak megválasztása. Ajánlás értékű határozatait kétharmados szavazattöbbséggel hozza.
Feladata az ENSZ egyéb szervezeteitől érkező jelentések elfogadása, és közgyűlési határozati formában ajánlások meghozatala.
A Közgyűlés évente egy rendes ülésszakot tart, amely szeptember harmadik keddjén kezdődik és általában karácsonyig tart. Szükség esetén a főtitkár rendkívüli vagy sürgős rendkívüli ülésszakot is összehívhat.
Kőrösi Csaba személyében 2022 szeptembertől egy éven át, a 77. ülésszak idejére magyar diplomata tölti be az ENSZ Közgyűlésének elnöki tisztét, miután az ENSZ Közgyűlése közfelkiáltással megválasztotta New Yorkban.

Széles témakörben alakította meg neki alárendelt szerveit.
A Közgyűlés eddigi tevékenysége számos kimagasló és történelem formáló ajánlást és határozatot eredményezett:
- 1948 Az emberi jogok egyetemes nyilatkozata.
- 1959 Általános és teljes fegyverzet leszerelési határozat.
- 1960 A gyarmati országok függetlenségéről szóló nyilatkozat.
- 1966 Polgári és politikai egységokmány.
- 1968 Atomsorompó-szerződés.
- 1969 A szociális haladásról és fejlődésről szóló nyilatkozat.
- 1972 Biológiai- és toxinfegyver-tilalmi egyezmény
- 1973 A fajüldözés és a faji megkülönböztetés elleni küzdelem beindítása.
- 1974 Az új gazdasági rendről szóló nyilatkozat.

Az államok gazdasági jogainak és kötelezettségeinek chartája.
- 1975 A fejlesztés és nemzetközi gazdasági együttműködési határozat.
- 1979 A nők elleni diszkrimináció kiküszöböléséről szóló egyezmény.
- 1980 Az elmaradott országok akcióprogramja.
- 1989 A gyermekek jogairól szóló egyezmény
- 1992 Az ENSZ éghajlatváltozási keretegyezménye
- 1993 Deklaráció a Nők Elleni Erőszak Megszüntetéséről